# Farm Loop
Farm Loop est une ville d'Alaska aux États-Unis dans le Borough de Matanuska-Susitna. Elle fait partie de la zone statistique métropolitaine d'Anchorage et avait une population de 1 067 habitants en 2000.
Elle est située à 68 km d'Anchorage dans la vallée Matanuska, à l'écart de la Glenn Highway au nord de Palmer. Les températures moyennes y sont de −16 °C à −6 °C en janvier et de 7 °C à 19 °C en juillet.
La plupart des habitants travaillent à Palmer, Anchorage ou Wasilla.

## Sources et références
- (en) CIS

- (en) Cet article est partiellement ou en totalité issu de l’article de Wikipédia en anglais intitulé « Farm Loop, Alaska » (voir la liste des auteurs).